# Mei Fang
Mei Fang (梅方S, Méi FāngP; Wuhan, 14 novembre 1989) è un ex calciatore cinese, di ruolo difensore.

## Carriera

### Club
Dal 2014 al 2022 ha giocato nel Guangzhou Evergrande, con cui ha vinto 5 campionati, di cui 4 di fila (dal 2014 al 2017), 1 supercoppa e 1 AFC Champions League.

### Nazionale
Ha esordito in Nazionale nel 2014; nel 2015 ha partecipato alla Coppa d'Asia.

## Palmarès

### Club

#### Competizioni nazionali
- Campionato cinese: 5

Guangzhou Evergrande: 2014, 2015, 2016, 2017, 2019
- Supercoppa di Cina: 1

Guangzhou Evergrande: 2016

#### Competizioni internazionali
- AFC Champions League: 1

Guangzhou Evergrande: 2015